# Gásafjall
Gásafjall è una montagna alta 606 metri sul mare situata sull'isola di Kalsoy, nell'arcipelago delle Isole Fær Øer, in Danimarca.